# Habranthus concinnus
Habranthus concinnus är en amaryllisväxtart som beskrevs av Pierfelice Ravenna. Habranthus concinnus ingår i släktet Habranthus och familjen amaryllisväxter. Inga underarter finns listade i Catalogue of Life.